# Северо-Западное пароходство
Северо-Западное пароходство — советская и российская судоходная компания, осуществляет экспортно-импортные перевозки водным путём. Флот состоит из 60 грузовых судов суммарным дедвейтом 288 тысяч тонн.

## История
Согласно декрету Совета Народных Комиссаров РСФСР от 26 января 1918 г. для руководства эксплуатаций национализированного флота на Северо-Западе страны был учреждён Петроградский округ внутренних водных путей сообщения и шоссейных дорог, который 18 апреля 1918 года был преобразован в Мариинское областное управление водного транспорта.

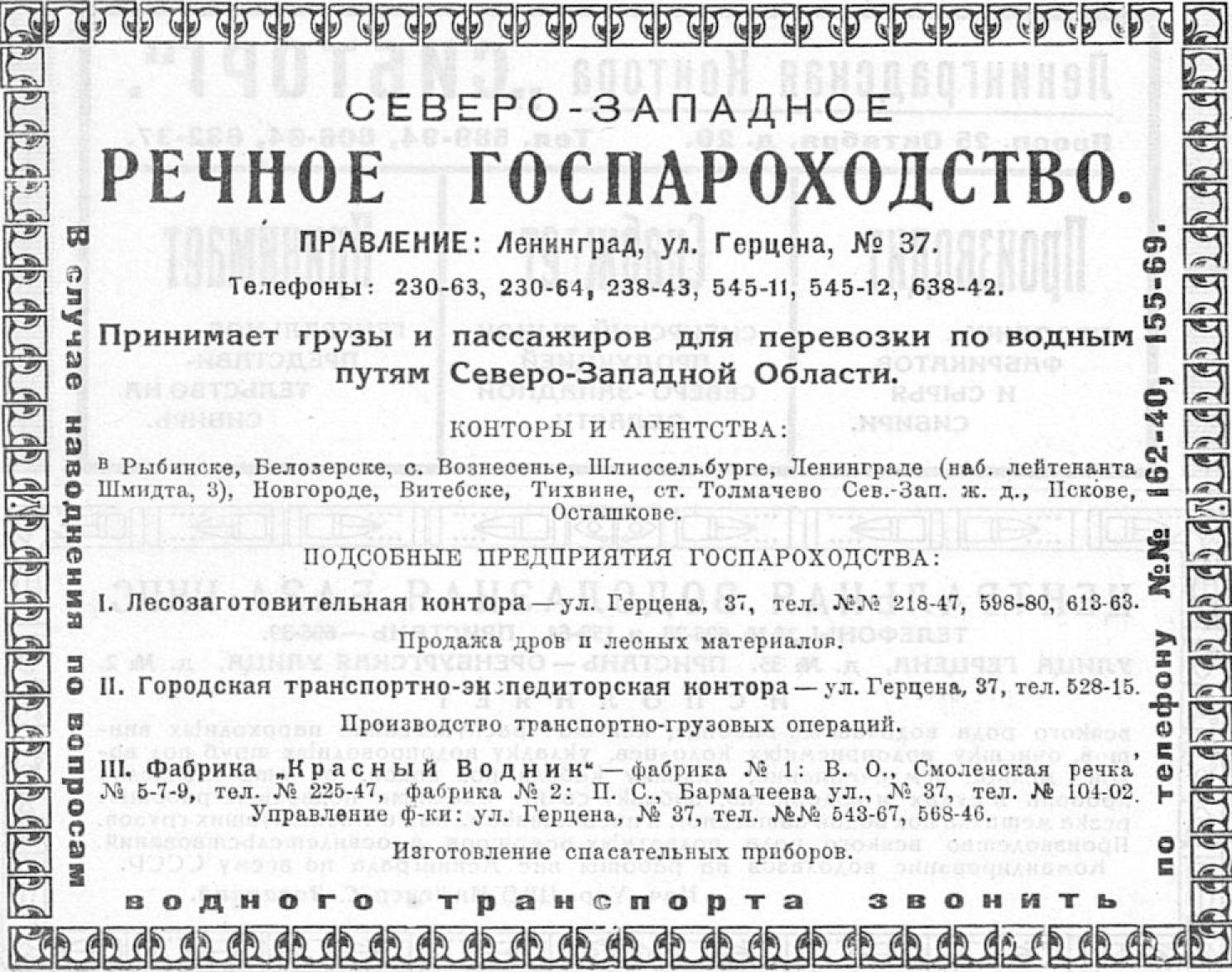
Реклама Северо-Западного речного государственного пароходства, 1925

Приказом Наркомата путей сообщения от 19 февраля 1921 года вместо него было создано Северо-Западное управление водного транспорта (СЗУВТ), которое обслуживало водные пути рек Нева, Волхов, Свирь, Вытегра, Шексна, Молога, Верхняя Волга до Рыбинска, Луга и Западная Двина, систем Мариинской, Тихвинской, Вышневолоцкой, Березинской, озер Ладожского, Онежского, Белого, Ильмень, Чудского, Тёплого и Псковского.
В соответствии с Постановлением Совета труда и обороны от 30 января 1923 года было образовано Северо-Западное государственное речное пароходство (СЗРП) с правлением в Петрограде. Первым председателем правления госпароходства стал И. Сундуков, директором СЗ ГРП Шишкин. СЗУРП ведал водным транспортом Вологодской, Архангельской, Новгородской, Ленинградской областей и юго-западной части Карелии, обслуживая пассажирские и грузовые линии.
В конце 1929 года пароходство было переименовано в Северо-Западное управление государственного речного транспорта. На основании постановления ЦИК и СНК СССР от 15 марта 1934 года вместо него создано Управление Северо-Западного речного пароходства Наркомвода СССР. В 1940 году из СЗРП было выделено Беломорско-Онежское пароходство.

Памятный знак погибшим судам СЗРП в 1941—1943 годах. Шлиссельбург.

В годы Великой Отечественной войны часть флота пароходства была мобилизована в состав РККФ и передано в Ладожскую военную флотилию. Оставшиеся корабли под руководством Василия Малова действовали на речных коммуникациях региона (зачастую под атаки немецкой авиации), обслуживали блокадный Ленинград.
Пароходство было награждено орденом Октябрьской Революции (1971)
В декабре 1992 года пароходство было акционировано. 3 июня 1993 года реорганизовано в АООТ (с апреля 1995 года ОАО) с новым названием «Северо-Западное пароходство». 29 июня 2016 года название пароходства было изменено на Публичное акционерное общество «Северо-Западное пароходство» (ПАО «СЗП»).
02 июля 2020 года в отношении Публичного акционерного общества «Северо-Западное пароходство» (ПАО «СЗП») завершена процедура реорганизации в форме присоединения к Акционерному обществу «Судоходная компания «Волжское пароходство» (АО «Волга-флот»).

## Собственники и руководство
Северо-Западное пароходство входит в VBTH — судоходный дивизион международной транспортной группы UCL Holding (является мажоритарным акционером VBTH), принадлежащей Владимиру Лисину.